# Microsoft Office Live
Microsoft Office Live era una famiglia di servizi sviluppata da Microsoft e mirata a completare le funzionalità di Microsoft Office, integrandosi con la piattaforma Windows Live con Microsoft Windows. Il prodotto è comparso in versione beta (solo negli Stati Uniti) il 15 febbraio 2006, ed è stato distribuito in versione definitiva il 15 novembre.
Successivamente il servizio è stato sostituito dalle Office Live Apps, strettamente connesse con OneDrive.

## Caratteristiche
Microsoft Office Live forniva agli utenti uno spazio web personale e numerosi strumenti di sviluppo e programmazione, ma anche caselle di posta elettronica, supporto per linguaggi avanzati come JavaScript e AJAX, funzioni di sincronizzazione e instant messaging e molto altro.
Erano previste tre diverse offerte (Microsoft Office Live Basics, Microsoft Office Live Essentials e Microsoft Office Live Premium), destinate sia a semplici utenti sia a piccole/medie aziende.

### Microsoft Office Live Basics
- Servizio gratuito
- Dominio personale con 500 MB di spazio web
- Strumenti di web-reporting e design per lo sviluppo del proprio sito
- Fino a 5 account di posta elettronica con 2 GB di spazio dedicato
- Office Live AdManager

### Microsoft Office Live Essentials
- Servizio a pagamento
- Include tutte le funzionalità di Live Basics
- 1 GB di spazio Web e fino a 50 account di posta elettronica
- Supporto per un massimo di 10 utenti con 500 MB di memoria allocata
- Office Live Business Contact Manager

### Microsoft Office Live Premium
- Servizio a pagamento
- Include tutte le funzionalità di Live Basics e Live Essentials
- 2 GB di spazio Web e fino a 50 account di posta elettronica
- Supporto per un massimo di 10 utenti con 1 GB di memoria allocata
- Strumenti avanzati di sviluppo e programmazione